# Max Breunig
Max Breunig (Stein, 12 november 1888 – Karlsruhe, 4 juli 1961) was een Duits voetballer en trainer.

## Carrière
Breunig begon zijn carrière bij KFV, een van de twee grote clubs uit Karlsruhe. Nadat hij eerst linksbuiten was en daarna verdediger maakte trainer William Townley een middenvelder van hem. Op deze positie was hij op zijn best. In 1910 werd hij kampioen van Zuid-Duitsland met de club en plaatste zich zo voor de eindronde om de landstitel. Na een zuinige zegen tegen Duisburger SpV speelde de club in de halve finale zowaar een stadsderby tegen Karlsruher FC Phönix, dat als titelverdediger ook voor de eindronde geplaatst was. Er kwamen 8.000 toeschouwers kijken wat destijds een record was voor een eindrondewedstrijd. Nadat Wilhelm Trump gekwetst uitviel moest KFV met tien man verder, maar dankzijk een strafschop van Breunig kwam KFV voor en later scoorde Hans Ruzek nog zodat KFV aan de rust leidde. Arthur Beier maakte nog de aansluitingstreffer, maar KFV stootte door naar de finale tegen Kieler FV Holstein 02. Breunig miste een strafschop zodat het na negentig minuten nog 0-0 stond. Er kwamen verlengingen en na een fout op Julius Hirsch kreeg KFV opnieuw een strafschop toegekend, Breunig waagde opnieuw zijn kans, maar miste opnieuw nadat de doelman de bal aanraakte, echter kon Max Grafe daarop de bal wel binnen trappen waardoor de club de titel binnen rijfde.
Nadat de club in 1911 door VfB Leipzig verslagen werd in de halve finale, konden ze zich als Zuid-Duits kampioen opnieuw plaatsen in 1912. In de kwartfinale werd Cölner BC 01 naar de slachtbank gebracht, Breunig scoorde een van de acht doelpunten die KFV maakte. Na nog een overwinning op SpVgg 1899 Leipzig-Lindenau stond de club voor de tweede keer tegen Kiel in de finale. Deze keer was het Kiel dat won na een strafschop, omgezet door Ernst Möller. In 1913 ging hij voor Pforzheim spelen.
Met de selectie van het Zuid-Duitse elftal nam hij deel aan de Kronprinzenpokal en won deze in 1911 en 1913. Tussen 1910 en 1913 speelde hij ook negen interlands en was in alle wedstrijden de kapitein. Hij scoorde één keer.
Na zijn spelerscarrière werd hij trainer, eerst van zijn voormalige clubs en van 1922 tot 1924 voor het Zwitserse Basel. Zijn grootste successen behaalde hij met SV 1860 München, waarmee hij in 1927 strandde in de halve finale om de landstitel tegen 1. FC Nürnberg. Een jaar later werd hij vervangen door Richard Dombi, maar hij keerde terug in 1930. In 1931 bereikte hij met de club de finale om de titel tegen Hertha BSC, dat titelverdediger was en al voor de zesde opéénvolgende keer in de finale stond. München kwam twee keer op voorsprong maar verloor uiteindelijk in de 89ste minuut na een goal van Willi Kirsei met 3-2. Twee jaar later bereikte de club nog de halve finale die ze van FC Schalke 04 verloren.